# Chambezon

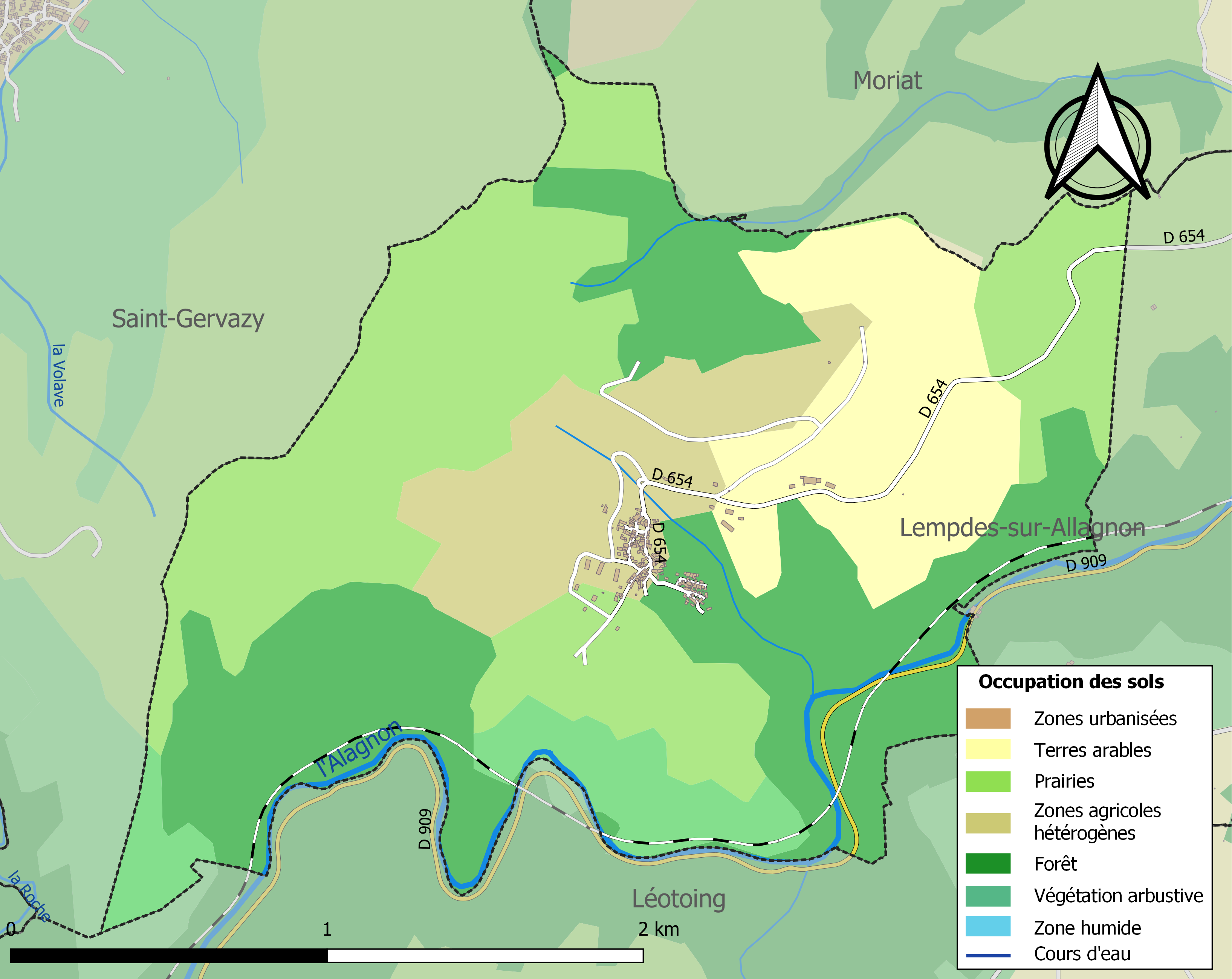
Mapa miasta

Chambezon – miejscowość i gmina we Francji, w regionie Owernia-Rodan-Alpy, w departamencie Górna Loara.
Według danych na rok 1990 gminę zamieszkiwało 80 osób, a gęstość zaludnienia wynosiła 16 osób/km² (wśród 1310 gmin Owernii Chambezon plasuje się na 760. miejscu pod względem liczby ludności, natomiast pod względem powierzchni na miejscu 981.).